# USS LST-450
O USS LST-450 foi um navio de guerra norte-americano da classe LST que operou durante a Segunda Guerra Mundial.